# Caragoudes
Caragoudes (em occitano:  Caragodas) é uma comuna francesa na região administrativa da Occitânia, no departamento do Alto Garona. Estende-se por uma área de 8.31 km², com 224 habitantes, segundo o censo de 2018, com uma densidade de 27 hab/km².